# İlbank Gençlik ve Spor Kulübü 2013-2014
Questa voce raccoglie le informazioni riguardanti l'İlbank Gençlik ve Spor Kulübü nella stagione 2013-2014.

## Organigramma societario
Area direttiva
- Presidente: Tuncay Karaman

Area tecnica
- Allenatore: Burhan Canbolat
- Secondo allenatore: Fatih Işıldar

## Rosa
| N° | Nome              | Ruolo | Data di nascita   | Nazionalità sportiva |
| -- | ----------------- | ----- | ----------------- | -------------------- |
| 1  | Buse Ünal         | P     | 29 luglio 1997    | Turchia              |
| 2  | Zülfiye Derinbay  | P     | 30 dicembre 1982  | Turchia              |
| 3  | Sinem Karamuk     | C     | 25 febbraio 1986  | Turchia              |
| 4  | Ferda Bulut       | S     | 3 gennaio 1984    | Turchia              |
| 5  | Bojana Živković   | P     | 29 marzo 1988     | Serbia               |
| 6  | Selin Toy         | C     | 13 luglio 1993    | Turchia              |
| 7  | Meliha İsmailoğlu | S     | 17 settembre 1993 | Turchia              |
| 8  | Gamze Gülcan      | C     | 16 agosto 1983    | Turchia              |
| 9  | Regan Hood        | S     | 10 agosto 1983    | Stati Uniti          |
| 10 | Songül Dikmen     | L     | 8 maggio 1981     | Turchia              |
| 11 | Ezgi Dağdelenler  | S     | 3 novembre 1993   | Turchia              |
| 12 | Aslıhan Sinanoğlu | C     | 25 ottobre 1984   | Turchia              |
| 15 | Seval Yılmaz      | L     | 27 gennaio 1991   | Turchia              |
| 14 | Jelena Alajbeg    | O     | 1º ottobre 1989   | Croazia              |

## Statistiche

### Statistiche di squadra
| Competizione     | Punti | In casa | In casa | In casa | In trasferta | In trasferta | In trasferta | Totale | Totale | Totale |
| Competizione     | Punti | G       | V       | P       | G            | V            | P            | G      | V      | P      |
| ---------------- | ----- | ------- | ------- | ------- | ------------ | ------------ | ------------ | ------ | ------ | ------ |
| Voleybol 1. Ligi | 30,7  | 12      | 5       | 7       | 12           | 5            | 7            | 24     | 10     | 14     |
| Coppa di Turchia | -     | 1       | 0       | 1       | 1            | 0            | 1            | 2      | 0      | 2      |
| Totale           | -     | 13      | 5       | 8       | 13           | 5            | 8            | 26     | 10     | 16     |

G = partite giocate; V = partite vinte; P = partite perse

### Statistiche dei giocatori
| Giocatore      | Voleybol 1. Ligi | Voleybol 1. Ligi | Voleybol 1. Ligi | Voleybol 1. Ligi | Voleybol 1. Ligi | Coppa di Turchia | Coppa di Turchia | Coppa di Turchia | Coppa di Turchia | Coppa di Turchia | Totale | Totale | Totale | Totale | Totale |
| Giocatore      | P                | PT               | AV               | MV               | BV               | P                | PT               | AV               | MV               | BV               | P      | PT     | AV     | MV     | BV     |
| -------------- | ---------------- | ---------------- | ---------------- | ---------------- | ---------------- | ---------------- | ---------------- | ---------------- | ---------------- | ---------------- | ------ | ------ | ------ | ------ | ------ |
| J. Alajbeg     | 24               | 356              | 312              | 28               | 16               | 1                | 5                | 5                | 0                | 0                | 25     | 361    | 317    | 28     | 16     |
| F. Bulut       | 22               | 6                | 1                | 0                | 5                | 2                | 17               | 12               | 2                | 3                | 24     | 23     | 13     | 2      | 8      |
| E. Dağdelenler | 21               | 49               | 46               | 2                | 1                | 2                | 22               | 21               | 0                | 1                | 23     | 71     | 67     | 2      | 2      |
| Z. Derinbay    | 17               | 2                | 2                | 0                | 0                | 2                | 5                | 3                | 0                | 2                | 19     | 7      | 5      | 0      | 2      |
| S. Dikmen      | 24               | 0                | 0                | 0                | 0                | 1                | 0                | 0                | 0                | 0                | 25     | 0      | 0      | 0      | 0      |
| G. Gülcan      | 24               | 144              | 92               | 40               | 12               | 0                | 0                | 0                | 0                | 0                | 24     | 144    | 92     | 40     | 12     |
| R. Hood        | 24               | 293              | 229              | 45               | 19               | 0                | 0                | 0                | 0                | 0                | 24     | 293    | 229    | 45     | 19     |
| M. İsmailoğlu  | 24               | 184              | 130              | 22               | 32               | 2                | 28               | 25               | 2                | 1                | 26     | 212    | 155    | 24     | 33     |
| S. Karamuk     | 24               | 120              | 70               | 45               | 5                | 1                | 4                | 3                | 1                | 0                | 25     | 124    | 73     | 46     | 5      |
| A. Sinanoğlu   | 20               | 51               | 34               | 13               | 4                | 1                | 6                | 5                | 0                | 1                | 21     | 57     | 39     | 13     | 5      |
| S. Toy         | 2                | 7                | 6                | 1                | 0                | 2                | 12               | 11               | 1                | 0                | 4      | 19     | 17     | 2      | 0      |
| B. Ünal        | 1                | 0                | 0                | 0                | 0                | -                | -                | -                | -                | -                | 1      | 0      | 0      | 0      | 0      |
| S. Yılmaz      | 5                | 0                | 0                | 0                | 0                | 2                | 0                | 0                | 0                | 0                | 7      | 0      | 0      | 0      | 0      |
| B. Živković    | 22               | 129              | 63               | 32               | 34               | 1                | 0                | 0                | 0                | 0                | 23     | 129    | 63     | 32     | 34     |

P = presenze; PT = punti totali; AV = attacchi vincenti; MV = muri vincenti; BV = battute vincenti